# Виссия из Фермо
Виссия (погибла ок. 250 года) — святая мученица из Фермо, дева. День памяти — 12 апреля.
Святая Виссия, по преданию, была обезглавлена во времена правления императора Декия. Чезаре Бароний в Римском мартирологе помещает день её памяти, а также день памяти святой Софии из Фермо на 12 апреля. Они почитаются покровительницами города Фермо.
Частицы мощей святой почивают в
- храме святого Марка[итал.], (Фермо);
- кафедральном соборе Фермо;
- храме Ангела-Хранителя, Фермо;
- храме архангела Михаила, Фермо.